# Championnat du monde féminin d'échecs de mai 2018
Ne doit pas être confondu avec Championnat du monde féminin d'échecs de novembre 2018.

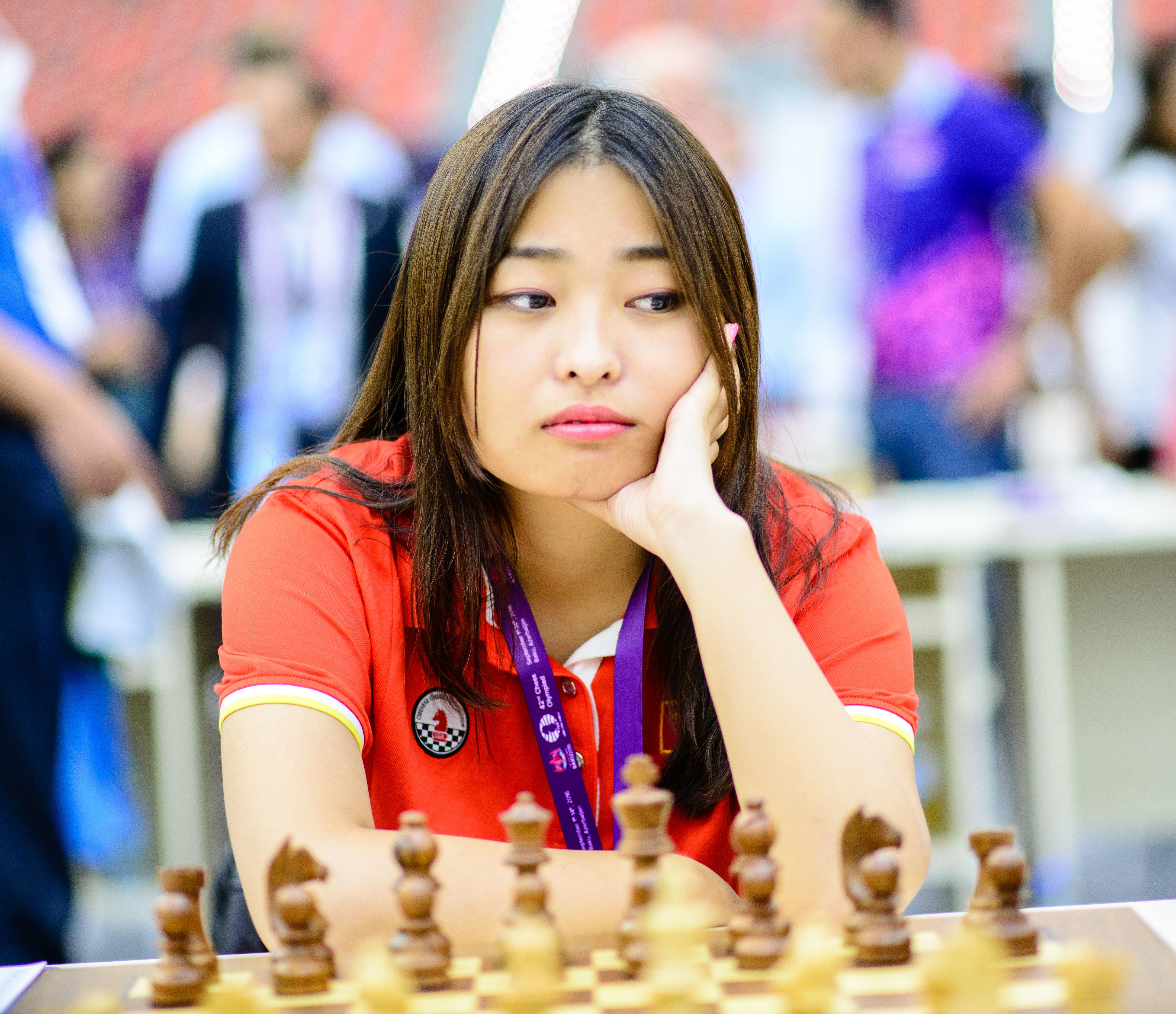
Ju Wenjon, gagnante de championnat du monde féminin d'échecs de mai 2018.

Le match du championnat du monde d'échecs féminin 2018 était un match organisé entre Tan Zhongyi, la championne du monde d'échecs féminin 2017, et son challenger Ju Wenjun pour déterminer la nouvelle championne du monde d'échecs féminin. Ju Wenjun s'est qualifiée en remportant le Grand Prix féminin de la FIDE 2015-2016.
Le match s'est déroulé du 2 au 20 mai 2018 et s'est joué en deux parties, la première à Shanghai, la seconde à Chongqing. Ju Wenjun l'a emporté 5½ - 4½.

## Compétiteurs

### Gagnant du Grand Prix 2015-2016
La challenger s'est qualifiée en remportant le Grand Prix féminin de la FIDE 2015-16. Hou Yifan avait remporté le premier tournoi mais s'était ensuite retirée du Grand Prix. Après quatre des cinq tournois, le leader était Humpy Koneru avec 335 points, qui avait déjà joué ses trois tournois. En deuxième position suivait Ju Wenjun avec 253⅓ et un événement restant. Le tournoi final s'est déroulé du 11 au 31 octobre 2016, et Ju Wenjun a remporté le tournoi de manière convaincante, dépassant ainsi Humpy Koneru. Humpy Koneru a ainsi terminé deuxième au classement général pour la quatrième fois.

### Champion du monde à élimination directe de 2017
La gagnante du championnat du monde d'échecs féminin 2017 a le droit de défendre son titre lors du match. Le tournoi à élimination directe de 64 joueuses était initialement prévu en octobre 2016, mais il a été reporté faute d'organisateur. Le tournoi s'est déroulé à Téhéran, en Iran, du 10 au 28 février 2017.
Ju Wenjun a atteint les quarts de finale, où elle a été éliminée. Si elle avait gagné, son adversaire aurait été la dauphine du Grand Prix, Koneru Humpy.
La finale s'est jouée en quatre parties entre Tan Zhongyi et Anna Muzychuk. Après une égalité dans la première partie, Tan Zhongyi a gagné la deuxième partie avec les pièces blanches.

## Bilan des confrontations
Avant le match, les deux joueuses s'étaient rencontrées 16 fois en contrôle de temps classique. Tan Zhongyi est en tête avec 3 victoires, 11 nulles et 2 défaites.

## Matchs
Le match a été disputé sur dix jeux au contrôle de temps classique.
Les couleurs ont été tirées lors de la cérémonie d'ouverture. Les couleurs sont également inversées après la partie 4 pour égaliser l'avantage du premier joueur blanc. Le contrôle du temps est fixé à 90 minutes pour les 40 premiers coups avec un ajout de 30 minutes pour le reste de la partie. Il y a un incrément de 30 secondes par coup à partir du premier coup.

### Résultat
| Joueuse           | Elo  | 1 | 2 | 3 | 4 | 5 | 6 | 7 | 8 | 9 | 10 | Points |
| ----------------- | ---- | - | - | - | - | - | - | - | - | - | -- | ------ |
| Tan Zhongyi (CHN) | 2522 | ½ | 0 | 0 | 1 | 0 | 1 | ½ | ½ | ½ | ½  | 4½     |
| Ju Wenjun (CHN)   | 2571 | ½ | 1 | 1 | 0 | 1 | 0 | ½ | ½ | ½ | ½  | 5½     |

## Future
En raison de divers problèmes d'hébergement et de calendrier, les championnats ont dévié de leur calendrier annuel prévu, repoussant l'événement de 2017 au début de 2018. Le plan de la FIDE est de revenir au calendrier en organisant un deuxième Championnat du monde d'échecs féminin 2018, avec l'élimination complète de 64 joueuses en novembre, culminant avec les deux dernières joueuses qui se disputent le titre de championnes. L'événement a eu lieu à Khanty-Mansiysk, en Russie. Ju Wenjun est entré dans le tournoi en tant que joueur la mieux classé.